# Gio Aplon
Gio Giaan Aplon (Hawston, 6 ottobre 1982) è un rugbista a 15 sudafricano, ala - estremo dei Bulls franchigia sudafricana di Pretoria.

## Biografia
Cresciuto nelle giovanili del Western Province, e riuscito a imporsi nonostante la statura non elevata (175 cm), esordì in Currie Cup nel 2005.
Nel 2007 esordì in Super Rugby nella franchise professionistica del Western Province, gli Stormers; nel 2009 con la Nazionale Seven del suo Paese vinse il campionato mondiale di categoria e, nel 2010, debuttò negli Springbok, a Cardiff contro il Galles.
Prese inoltre parte alla Coppa del Mondo di rugby 2011 in Nuova Zelanda.
Nel marzo 2014 ha firmato un accordo con la squadra francese del Grenoble a partire dalla stagione 2014-15.